# Marius Alexandru Dunca

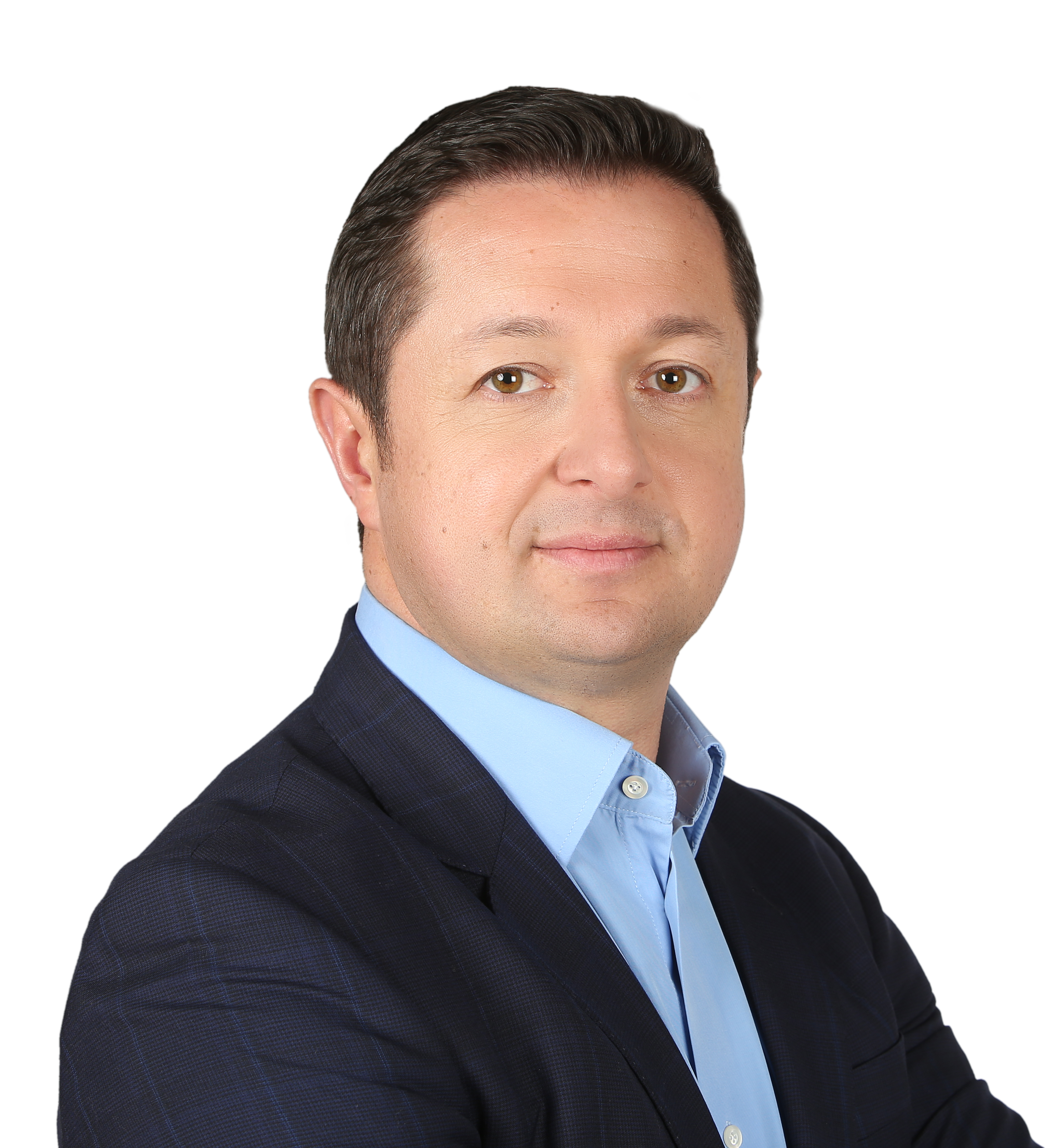
Marius Alexandru Dunca

Marius Alexandru Dunca (* 19. Juli 1980 in Brașov) ist ein rumänischer Politiker.

## Leben
Dunca studierte von 1999 bis 2004 an der Universität Transilvania Brașov. Nachfolgend war er bei verschiedenen Institutionen tätig. In der Zeit von 2012 bis 2015 arbeitete er in der rumänischen Nationalen Behörde für Verbraucherschutz, ab dem Jahr 2015 als deren Präsident.
Dunca ist Mitglied der Sozialdemokratischen Partei (PSD) und seit 2016 Mitglied des rumänischen Senates. Am 4. Januar 2017 wurde er als Jugend- und Sportminister in das Regierungskabinett Grindeanu aufgenommen. Das Kabinett Tudose löste am 29. Juni 2017 das Kabinett Grindeanu ab. In dem neuen Kabinett Tudose wurde Dunca erneut Jugend- und Sportminister.